# Franz Josef Nuißl
Franz Josef Nuißl (* 9. September 1877 in Furth im Wald; † 28. August 1955 in Neu-Ulm) war ein deutscher Jurist und nationalsozialistischer Politiker.

## Leben

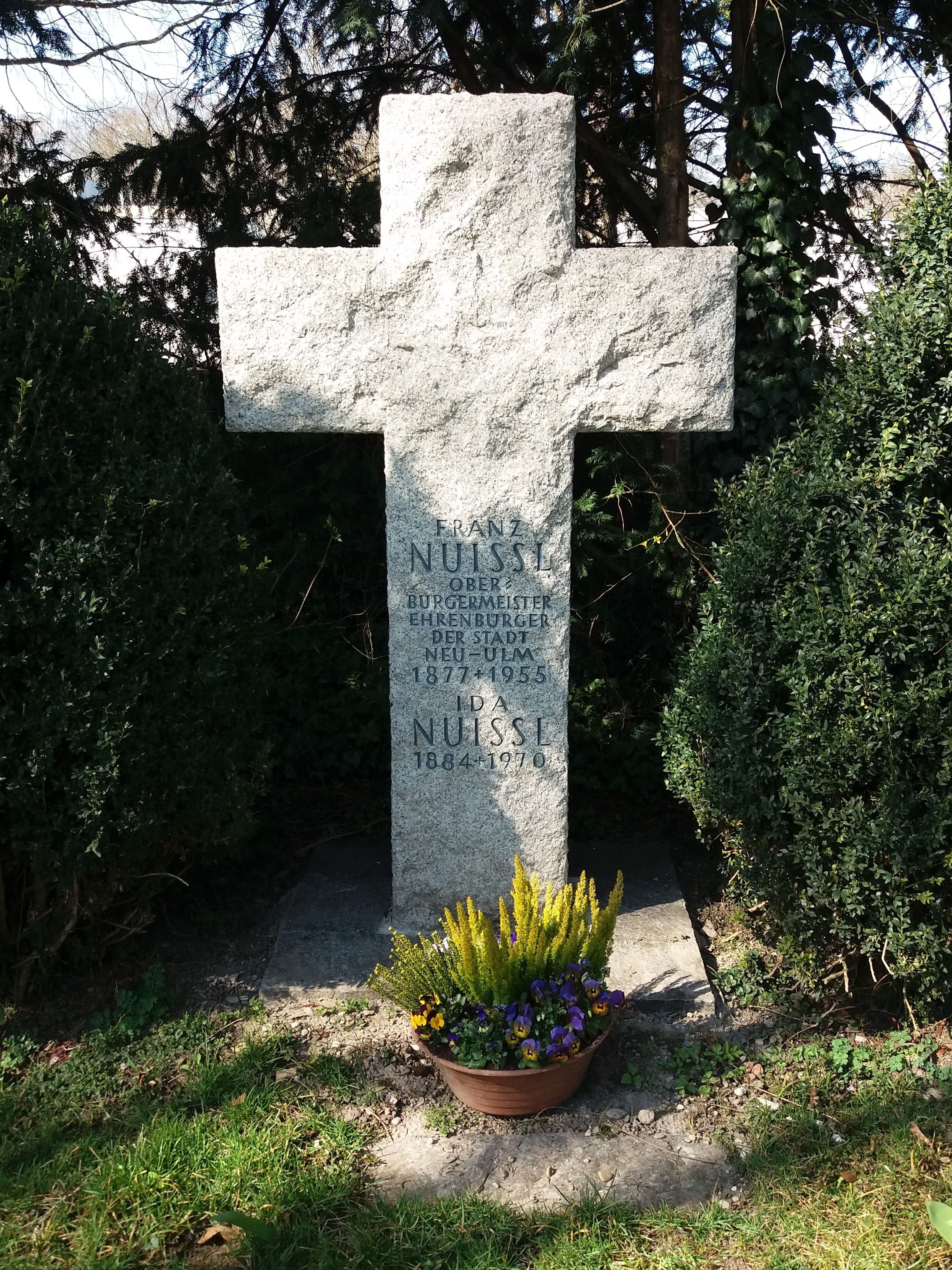
Ehrenmal für Franz Josef Nuißl auf dem Neu-Ulmer Hauptfriedhof

Als Sohn eines Malergehilfen geboren, studierte Nuißl nach dem Besuch der Humanistischen Gymnasien in Landshut und Regensburg Rechtswissenschaften in München und Erlangen. Während seines Studiums wurde er 1898 Mitglied der Burschenschaft Danubia München. Nach seinen Examen wurde er 1905/06 Regierungsassessor bei der Regierung von Oberbayern und war von 1906 bis 1919 Rechtsrat in Bamberg.
Von 1919 bis 1945 war er Erster Bürgermeister von Neu-Ulm und wurde Nachfolger des Hofrats Josef Kollmann. Ab 1927 wurde der Bürgermeister zum Oberbürgermeister befördert. Zum 1. Mai 1933 trat er der NSDAP bei (Mitgliedsnummer 2.242.643) und schloss sich auch dem NS-Fliegerkorps an. Er war Ortsgruppenamtsleiter der NS-Volkswohlfahrt und von 1933 bis 1936 Kreisamtsleiter für Kommunalpolitik. Nach dem Ende des Zweiten Weltkriegs 1945 internierte die amerikanische Militärregierung Nuißl zwei Jahre lang, er wurde aber in einem späteren Spruchkammerverfahren rehabilitiert. 1952 wurde er Ehrenbürger von Neu-Ulm.
Franz Josef Nuißl starb am 28. August 1955 wenige Tage vor der Vollendung seines 78. Lebensjahres in Neu-Ulm und fand seine letzte Ruhestätte auf dem dortigen Hauptfriedhof, wo ein Ehrenmal der Stadt Neu-Ulm an ihn erinnert.

## Ehrungen
- Ehrenbürger von Neu-Ulm
- Ehrenmal der Stadt Neu-Ulm auf dem Neu-Ulmer Hauptfriedhof
- Nuißl-Heim (Name des Obdachlosenheims der Stadt Neu-Ulm)